# كلود جينساس
كلود جينساس (بالفرنسية: Claude Gensac)‏ هي ممثلة فرنسية، ولدت في 1 مارس 1927 في فرنسا، وتوفيت في 27 ديسمبر 2016 بباريس في فرنسا.

## أعمال

### أفلام
- (2010) 22 رصاصة[10][11]

## وصلات خارجية
- كلود جينساس على موقع IMDb (الإنجليزية)
- كلود جينساس على موقع ألو سيني (الفرنسية)
- كلود جينساس على موقع ميوزك برينز (الإنجليزية)
- كلود جينساس على موقع أول موفي (الإنجليزية)
- كلود جينساس على موقع قاعدة بيانات الأفلام السويدية (السويدية)
- كلود جينساس على موقع ديسكوغز (الإنجليزية)
- كلود جينساس على موقع قاعدة بيانات الفيلم (الإنجليزية)
- كلود جينساس على موقع كينوبويسك (الروسية)